# Кургузов, Владимир Михайлович
Владимир Михайлович Кургузов (1926—1988) — советский связист, Герой Социалистического Труда.

## Биография
Владимир Михайлович Кургузов родился 5 февраля 1926 года в селе Мокрое (ныне — Куйбышевский район Калужской области). Окончил среднюю школу, после чего работал Чкаловском (ныне — Оренбургском) телеграфе в качестве надсмотрщика связи. В 1947 году переехал в Москву, устроился работать на Центральный телеграф Министерства связи СССР, работал техником, инженером, магистральным инструктором диспетчерской службы. В 1957 году заочно окончил Всесоюзный заочный техникум связи, а в 1971 году — Всесоюзный заочный институт связи. В 1957—1966 годах работал в Главном управлении междугородной телефонной и телеграфной связи Министерства связи СССР.
С 1966 года Кургузов вновь работал на Центральном телеграфе Москвы Министерства связи СССР, первоначально был первым заместителем его начальника, а в 1970 году сам возглавил телеграф. Участвовал в разработке и запуске в эксплуатацию различных комплексов и систем связи. Избирался депутатом Московского городского Совета.
Указом Президиума Верховного Совета СССР от 3 июля 1986 года за «выдающиеся заслуги в достижении высоких результатов и внедрении новой техники» Владимир Михайлович Кургузов был удостоен высокого звания Героя Социалистического Труда с вручением ордена Ленина и медали «Серп и Молот».
Умер 1 октября 1988 года.
Заслуженный связист РСФСР. Был также награждён орденами Октябрьской Революции, Трудового Красного Знамени и Дружбы народов, рядом медалей.